# Tärnan (Österåkers socken, Uppland)
Tärnan är en sjö i Österåkers kommun i Uppland och ingår i Norrtäljeån-Åkerströms kustområde.